# Элэсун
Элэсу́н (бур. Элһэн — песок) — улус в Курумканском районе Бурятии. Административный центр сельского поселения «Элэсун».

## География
Расположен на правобережье Баргузина (в 0,5—1 км западнее основного русла реки. выше впадения в него реки Тун), в 38 км к юго-западу от районного центра, села Курумкан, по восточной стороне Баргузинского тракта — региональной автодороги Р438. Первый по тракту населённый пункт Курумканского района со стороны Баргузинского района.

## Топонимика
Название Элэсун происходит от бурятского элһэн — песок.

## Население
| 2002 | 2010 | 2012 | 2013 | 2014 | 2015 | 2016 |
| ---- | ---- | ---- | ---- | ---- | ---- | ---- |
| 554  | ↗583 | ↘569 | ↘558 | ↘541 | ↘511 | ↘510 |
| 2017 | 2018 | 2019 | 2020 | 2021 | 2023 | 2024 |
| ↘496 | ↘483 | ↘480 | ↘470 | ↗560 | ↘541 | ↘526 |

## Инфраструктура
Средняя общеобразовательная школа, детский сад, Дом культуры, фельдшерско-акушерский пункт